# Castlevania: Order of Ecclesia
Castlevania: Order of Ecclesia, connu au Japon sous le titre Akumajō Dracula: Ubawareta Kokuin (悪魔城ドラキュラ 奪われた刻印, lit. « Le château démoniaque de Dracula : Le sceau volé »), est un jeu vidéo de type metroidvania développé et édité par Konami. Disponible depuis octobre 2008, il s'agit du troisième opus de la série Castlevania sorti sur Nintendo DS, après Portrait of Ruin et Dawn of Sorrow.

## Synopsis
Des siècles durant, les hommes avaient appris à s'en remettre aux héritiers du clan Belmont pour chasser le seigneur du mal sur les mortes terres de Transylvanie.
Cependant vint le jour où le clan Belmont s'éteignit. Alors, les hommes, livrés à eux-mêmes, fondèrent l'ordre d'Ecclesia pour confier à une élue la lourde tâche de prendre la relève : Shanoa, capable d'utiliser les glyphes, des artefacts anciens aux pouvoirs mystérieux. L'ordre finit par mettre au point le glyphe ultime: le Dominus, qui permettra à Shanoa d'obtenir suffisamment de pouvoir pour vaincre Dracula. Cependant durant la cérémonie durant laquelle Shanoa devait acquérir les pouvoirs du Dominus, Albus, son propre frère et membre de l'ordre, interrompt la cérémonie et vole le glyphe.
Shanoa perd alors la mémoire et se lance alors à sa poursuite pour récupérer les trois parties de Dominus que possède le jeune homme.

## Système de jeu
Comme tous les Castlevania sortis sur console portable, et même comme la plupart des Castlevania sortis en général, Order of Ecclesia est un jeu de plate-forme / aventure, mêlant comme avec les versions récentes, une approche RPG. En effet, lors des combats, Shanoa gagne de l'expérience, des niveaux, et devient plus forte, plus résistante.
L'originalité de cet opus réside dans l'apparition des Glyphes. En effet, ici, il n'est plus question d'armes physiques comme le fouet ou l'épée. Shanoa est capable, grâce aux tatouages qu'elle porte dans le dos et sur les deux bras, d'ingérer des Glyphes, qui sont en fait des sources de pouvoir magique. Lorsqu'elle réussit à en récupérer un, elle a instantanément le pouvoir d'utiliser sa magie. Ainsi, par exemple, le Glyphe Secare (épée) lui permet d'utiliser une épée. On peut équiper un glyphe au bras droit, au bras gauche, et dans le dos (correspondant respectivement aux touches X, Y, et R).
Deux glyphes peuvent être fusionnés pour une puissance accrue: par exemple, l'utilisation des glyphes Falcus (faux) et Ignis (feu) en même temps donne un puissant coup de lame enflammée.

## À noter
Shanoa est un personnage jouable de Castlevania Judgment sur Wii.